# USS Rescue (AH-18)
USS Rescue (AH-18) – okręt szpitalny będący w służbie United States Navy.
"Rescue" został zbudowany jako SS "St. John" w 1932 w stoczni Newport News Shipbuilding and Dry Dock Co. w Newport News. Miał wyporność 5518 ton. Matką chrzestną była R. G. Stone. Został zakupiony przez US Navy 24 kwietnia 1941. Przed wejściem do służby został przerobiony na tender okrętów podwodnych i przemianowany na "Antaeus" (AS-21). Wszedł do służby 17 maja 1941. Został przerobiony na okręt pomocniczy AG-67 15 września 1943. Został zatwierdzony do przeróbki na okręt szpitalny w New York Navy Yard 23 lutego 1945. Został przemianowany na "Rescue" 18 stycznia 1945.
Mając pojemność 792 łóżek i załogę złożoną z 440 osób, okręt został przydzielony do Floty Pacyfiku by zabezpieczać usługi szpitalne, konsultacje, leczenie zapobiegawcze i powypadkowe. Służył we Flocie w czasie inwazji na Okinawę i leczył rannych w czasie tej operacji. 
Po zakończeniu wojny okręt wszedł do Zatoki Tokijskiej w składzie floty admirała Halseya i asystował w przekazywaniu alianckich jeńców wojennych. We wrześniu 1945 "Rescue" wrócił do San Francisco. Został wycofany ze służby 29 kwietnia 1946 i przekazany Komisji Morskiej (ang. Maritime Commission) 29 czerwca 1946.
"Rescue" został odznaczony dwa razy battle stars za służbę na Pacyfiku.